# Eumetopina bakeri
Eumetopina bakeri är en insektsart som beskrevs av Frederick Arthur Godfrey Muir 1919. Eumetopina bakeri ingår i släktet Eumetopina och familjen sporrstritar. Inga underarter finns listade i Catalogue of Life.